# Estádio Ofelia Rosenzuaig
O Estádio Ofelia Rosenzuaig, também conhecido anteriormente como Estádio do Agropecuario de Carlos Casares, é um estádio multiuso localizado na cidade de Carlos Casares, capital do partido de mesmo nome, na província de Buenos Aires, na Argentina. A praça esportiva, usada principalmente para o futebol, pertencente ao Club Agropecuario Argentino, foi inaugurada em 2012 e tem capacidade aproximada para 8 000 espectadores.[carece de fontes?]

## História

### Inauguração
O estádio foi inaugurado em 2012 com capacidade para 5 000 espectadores, na ocasião da estreia do Agropecuario no Torneo del Interior de 2012, marcando a primeira participação do clube de Carlos Casares em uma competição oficial do futebol argentino organizada pela Associação do Futebol Argentino (AFA).

### Origem do nome
Na temporada de 2016–17, o Agropecuario sagrou-se campeão do Torneo Federal A, uma das duas ligas que compõem a terceira divisão do futebol argentino, e foi promovido à Primera B Nacional, a segunda divisão do Campeonato Argentino de Futebol. Com a chegada à segunda divisão em 2017, o fundador e presidente do clube, Bernardo Grobocopatel, declarou que o estádio passaria a se chamar Ofelia Rosenzuaig em homenagem à sua avó.
| 2012 – 2016 | Estádio do Agropecuario de Carlos Casares |
| Desde 2017  | Estádio Ofelia Rosenzuaig                 |

### Ampliação
Para comportar jogos da Primera B Nacional de 2017–18, a capacidade também foi aumentada para 8 mil pessoas.